# لجنة بناء السلام التابعة للأمم المتحدة
لجنة بناء السلام التابعة للأمم المتحدة (PBC) هي هيئة استشارية حكومية دولية تابعة للأمم المتحدة والجمعية العامة ومجلس الأمن تم تشكيلها في عام 2005 باعتماد الوثيقتين A/RES/60/180 وS/RES/1645 ؛ تتجلى مهمتها في دعم جهود السلام في البلدان المتضررة من النزاعات. وقد قامت اللجنة بتنويع أساليب عملها فعليا لتعزيز مرونتها كمنبر حكومي دولي مخصص.
تشمل الممارسات الجيدة الأخيرة للجنة بناء السلام الاهتمام بالقضايا العابرة للحدود والإقليمية في منطقة البحيرات الكبرى ومنطقة الساحل، ودعم الانتقال لعملية السلام في ليبريا واعتماد إستراتيجية النوع الاجتماعي التي تعد الأولى من نوعها بالنسبة لهيئة حكومية دولية تابعة للأمم المتحدة. كما استخدمت الدول الأعضاء منبر اللجنة لإجراء مناقشات بناءة بشأن قضايا دول مثل بوركينا فاسو وكولومبيا وقيرغيزستان وبابوا غينيا الجديدة وجزر سليمان والصومال وسري لانكا بمبادرة من البلدان المعنية.